# Lithocarpus neorobinsonii
Lithocarpus neorobinsonii är en bokväxtart som beskrevs av Aimée Antoinette Camus. Lithocarpus neorobinsonii ingår i släktet Lithocarpus och familjen bokväxter. IUCN kategoriserar arten globalt som nära hotad. Inga underarter finns listade.